# 데어링급 구축함 (Type 45)
영국 해군의 45형 구축함(Type 45 destroyer,데어링급으로도 불린다.)은 영국의 방공 구축함이며 첫 번째 함정은 HMS 데어링이다. 앞으로 6척이 활동할 예정이다.

## 무장
- 대공 무장
  - PAAMS(S) (주력 대공 미사일 시스템 (SAMPSON))
    - SAMPSON 다목적 대공 레이다
    - S1850M 3D 대공 추적 레이다
    - 48 x 아스터 미사일(아스터 15와 아스터 30을 혼용)을 6개의 8셀 SYLVER A50 발사대에 넣어 사용

- 함포
  - 1 x BAE 시스템즈 114mm Mk8 함포
  - 2 x 팰렁스 20mm 근접 방어 무기체계

- 대함

45형 구축함은 2개의 4발사관을 갖춘 RGM-84 하푼을 장착할 준비가 갖추어져 있으나 현재는 그것을 설치할 계획이 없다.
- 대잠전
  - MFS 7000 소나

- 대지 공격

45형 구축함은 아무런 함대지 미사일을 갖고 있지 않으며 SYLVER A50 VLS는 현재로서는 그런 미사일을 발사할 능력이 없다. 다만 필요할 경우에는 미국의 Mk.41 VLS를 장착하여 BGM-109 토마호크를 발사할 수 있다. 프랑스 해군은 스톰 섀도 공대지 순항 미사일을 SYLVER A70에 장착할 수 있지만, 데어링급의 A50 발사대에서는 그렇지 않다.
- 함재기
  - 1 링크스 HMA 8 헬리콥터 - 시스쿠아 대함 미사일 장착

- 기타

이 군함은 60명의 해병대원을 실을 수 있는 방과 장비를 갖출 것이다.

## 영국 해군 전력
| 항공모함/상륙함          | 보유수 | 함중량  | 레이다 탐지능력                 | 항공기 함재                |
| ------------------------ | ------ | ------- | ------------------------------- | -------------------------- |
| 퀸 엘리자베스급 항공모함 | 1척    | 65,000t | SMART-L : 480km                 | F-35B,CH-47, 와일드캣      |
| HMS 알비온               | 2척    | 19,000t | 996식 : 115km/997식 : 200km     | CH-47                      |
| 수상전투함               | 보유수 | 함중량  | 레이다 탐지능력                 | 미사일무장                 |
| 데어링급 구축함          | 6척    | 8,500t  | SAMPSON : 400km/SMART-L : 480km | 아스터30/15 48발, 하푼 8발 |
| 듀크급 구축함            | 13척   | 4,900t  | 996식 : 115km/997식 : 200km     | 시울프 32발, 하푼 8발      |
| 잠수함                   | 보유수 | 함중량  | 레이다/소나                     | 미사일무장                 |
| 뱅가드급 잠수함          | 4척    | 19,000t | 1007식: 300km/ 2046식 소나      | 트라이던트 16발            |
| 아스튜트급 공격원잠      | 3척    | 7,000t  | 탈레스 소나 2076                | 토마호크 38발              |
| 트라팔가급 공격원잠      | 3척    | 5,300t  |                                 | 토마호크 30발              |

## 군함 목록
| 함명       | 함번 | 기공*            | 진수             | 취역일          | 상태   |
| ---------- | ---- | ---------------- | ---------------- | --------------- | ------ |
| 데어링     | D32  | 2003년 3월 28일  | 2006년 2월 1일   | 2009년 7월 23일 | 활동중 |
| 돈트리스   | D33  | 2004년 8월 26일  | 2007년 1월 23일  | 2010년 6월 3일  | 활동중 |
| 다이아몬드 | D34  | 2005년 2월 25일  | 2007년 11월 27일 | 2011년 5월 6일  | 활동중 |
| 드래곤     | D35  | 2005년 12월 19일 | 2008년 11월 17일 | 2012년 4월 20일 | 활동중 |
| 디펜더     | D36  | 2006년 7월 31일  | 2009년 10월 21일 | 2013년 3월 21일 | 활동중 |
| 던칸       | D37  | 2007년 1월 26일  | 2010년 10월 11일 | 2013년 9월 26일 | 활동중 |

## 같이 보기
- 42식 구축함
- 호바트급 구축함
- 알레이버크급 구축함
- 아키즈키급 호위함
- 호리존급 호위함